# هنري أولدنبورغ
هنري أولدنبورغ (بالألمانية: Henry Oldenburg)‏ (1619 تقريبًا – 5 سبتمبر 1677) دبلوماسي وفيلسوف طبيعي ولاهوتي ألماني. كان أحد أبرز رجال الاستخبارات في أوروبا في القرن السابع عشر، مع شبكة من الجواسيس تضم فابري دي بيرسك ومارين ميرسين وإسماعيل بوليو. وعند تأسيس الجمعية الملكية، تولى مسئولية المراسلات الأجنبية كسكرتير أول للجمعية.

## روابط خارجية
- هنري أولدنبورغ على موقع الموسوعة البريطانية (الإنجليزية)